# Tricentra subplumbea
Tricentra subplumbea là một loài bướm đêm trong họ Geometridae.